# Niçois
Niçois er en dialekt af occitansk, som tales i det område, der tidligere hed Comté de Nice og som i det store og hele dækker arrondissementet Nice.
| Sprog | Spire Denne artikel om sprog er en spire som bør udbygges. Du er velkommen til at hjælpe Wikipedia ved at udvide den. |